# クールラント

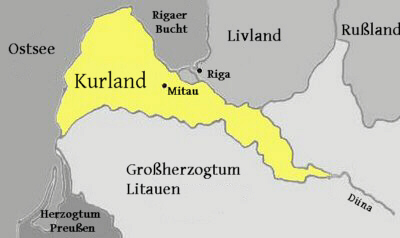
クールラントの範囲、リヴォニアとリトアニアに挟まれた地域

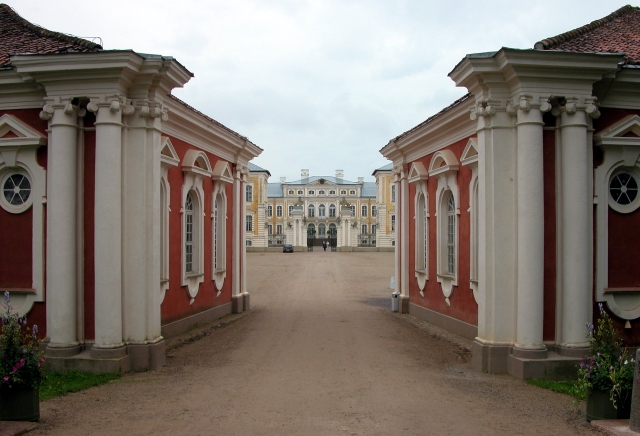
ラトビアに残るクールラント公国の宮殿

1740年のクールラント公国（中央・薄い黄色）
北にロシア帝国（黄緑）、東にポーランド領リヴォニア（濃いオレンジ）、南にはリトアニア大公国（薄いオレンジ）がある

クールラント（ドイツ語:Kurland、ラトビア語:Kurzeme）は、現在のラトビア西部地方の旧名。16世紀から18世紀にかけ、小規模なバルト・ドイツ人国家クールラント公国が存在した。

## 歴史

### クール人
リヴォニア地方の中西部に位置し、古くからバルト語系のラトビア人が居住していた。その語源は支族クール人に由来する。スウェーデンに伝わるサガには、ヴァイキングが9世紀まで支配したとあるが定かでない。

### テッラ・マリアナ
13世紀始めにドイツから攻め込んだリヴォニア帯剣騎士団に征服され、1237年にドイツ騎士団領に吸収された。また沿海地域の一部にはクールラント司教区が設置された。クールラントはリヴォニアの他地域と同じくドイツ人の入植地となり、入植者とその子孫はバルト・ドイツ人と称された。その社会構造は、バルト・ドイツ人の支配階層がラトビア人農民を支配する、典型的な植民地型である。この構造は20世紀に至るまで長く続いた。
1525年、プロイセン地域のドイツ騎士団領が単独で世俗化し、リヴォニア地域の分団であったリヴォニア騎士団は孤立した。

### クールラント公国
クールラントは1561年に世俗国家を形成する。イヴァン4世のモスクワ大公国の脅威に対抗するため、リヴォニアの騎士団は1561年、ポーランド王ジグムント2世に臣従して世俗化し、プロテスタント領邦国家クールラント公国となった。時の団長ゴットハルト・ケトラー（初代、在位1561年 - 1587年）の子孫が公位を継承し、首都はミタウ（現在のイェルガヴァ）及びゴルディンゲン（現在のクルディーガ）に置かれた。国政は公爵と貴族との合議によって進められた。多くの旧騎士団領が近隣国家に分割されていく中で、公国は長期にわたるリヴォニア戦争（1558年 – 1583年）を生き延びた。
16‐17世紀にかけてバルト帝国を形成していたスウェーデンと、ポーランド・リトアニア共和国の盟主ポーランド王国との対立の中で、主な係争地帯リヴォニアにおける緩衝国家として機能した。広大な公爵直轄領における農業経営を成功させ、通商や産業の発展に努め、17世紀中葉までには経済的繁栄を達成していく。第4代公爵ヤーコプ・ケトラー（在位1642年 - 1682年）の時代になると、一時は西アフリカの聖アンドレ島、カリブ海のトバゴ島を植民地とした。しかし17世紀後半には、再びバルト海の覇権をめぐる国際戦争に巻き込まれ、衰微していった。また歴代公爵による宮殿や庭園、温室などの贅を尽くした建築事業も国庫を圧迫した。
17世紀の北方戦争（大洪水時代）と18世紀の大北方戦争（1700年 - 1721年）で一時スウェーデンに占領された。第6代公爵フリードリヒ・ヴィルヘルム・ケトラー（在位1698年 - 1711年）は1710年、ピョートル大帝の姪アンナ・イヴァノヴナを妻に迎えた。この第6代当主は翌年子供のないまま急死したが、アンナはそのまま公国の主権者（1711年 - 1730年）となった。アンナは1730年にロシア女帝となったため、フェルディナント・ケトラー（在位1731年 - 1737年）に統治を任せた。女帝アンナの治世間に、弱体化したポーランド・リトアニア共和国の宗主権が形骸化する中で、公国は実質的にロシア帝国の版図に組み込まれた。またアンナは建築家ラストレッリに命じて、ロシア・バロック様式の壮麗な宮殿群を建築させた。1737年ケトラー家が断絶すると、アンナはクールラント出身の寵臣エルンスト・ビロン（在位1737年 - 1741年、1763年 - 1769年）に公国を継承させている。

### ロシアによる併合
やがてロシア帝国が強大化し、1795年の第3次ポーランド分割により、正式にロシアに併合されてクールラント県とされた。
18世紀末、首都ミタヴァ（Митава）の公爵宮殿には、フランス革命の難を逃れたルイ18世の亡命宮廷が一時的に滞在していた。19世紀は家畜繁殖や乳製品の生産で知られた。

### ラトビア
1920年8月、民族国家ラトビアが共産化したロシア（ソ連）から独立するとその一部となり、現在に至っている。

### 第二次世界大戦中
第二次大戦中、ドイツ軍北方軍集団はヒトラーの死守命令によってクールラントに孤立状態で取り残された。これはクールラント・ポケットと呼ばれ、孤立したドイツ軍はクールラント軍集団に再編成された。